# Munthof (Brussel)

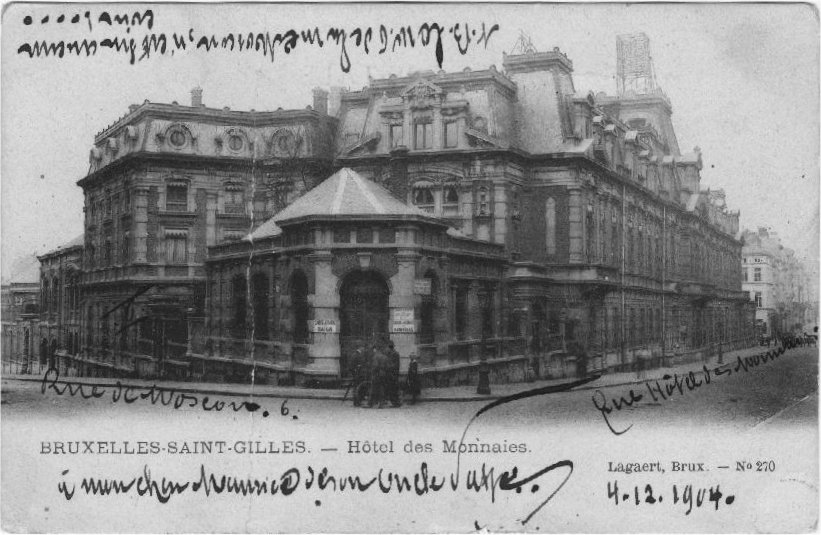
Het Munthof in 1904

Het Munthof (Frans: Hôtel des Monnaies) was een gebouw in Sint-Gillis waar van 1880 tot 1969 het Belgische munthuis was ondergebracht. Met de bouw werd begonnen in 1879, naar plannen van Armand-Louis-Adolphe Roussel (1834-1889). Het was zijn enige werk van belang. De Lodewijk XIII-stijl was een verwijzing naar de koning die de zilveren écu en de Louis d'Or had ingevoerd. Het massieve gebouw strekte zich uit over bijna een hectare en was gelegen in de stratenblok tussen de huidige Moskoustraat, Munthofstraat, Overwinningsstraat en Jourdanstraat.
Het verving het oude munthof op het Muntplein, waar al sedert Keizer Karel V munten werden geslagen. Er werden Belgische franken geslagen in goud, zilver en nikkel, maar ook vreemde munten, voornamelijk voor landen uit Afrika en het Midden-Oosten. Er waren administratieve lokalen en de eigenlijke fabriek, waar stoomkracht werd gebruikt.
In 1969 werd de Koninklijke Munt van België opgericht en verloor het gebouw zijn functie. De Belgische Staat verkocht het in 1978 aan de gemeente Sint-Gillis, die het inmiddels gekraakte pand liet afbreken (1979-1986). Enkel het postkantoor werd als zelfstandig paviljoen behouden. De vrijgekomen open ruimte werd ingericht als plein. Aanvankelijk had het geen officiële benaming, men sprak over Carré de Moscou of Carré Monnaies. In 2004 werd het plein vernoemd naar Marie Janson. In 2019 werd beslist er een stadspark aan te leggen.

## Voetnoten
1. ↑  De Gids van Sint-Gillis. Een dorp in de stad, blz. 38
2. ↑  Munthofstraat 91 (geraadpleegd op 19 april 2014)
3. ↑  Moskoustraat (geraadpleegd op 19 april 2014)
4. ↑  Sint-Gillis krijgt stadspark naast Voorplein, BRUZZ, 22 mei 2019